# Óbidos
Óbidos és un municipi portuguès a la regió del Centre i a la Subregió de l'Oeste. L'any 2004 tenia 14.904 habitants. Es divideix en 9 freguesias. Limita al nord-est i est amb Caldas da Rainha, al sud amb Bombarral, al sud-oest amb Lourinhã, a l'oest amb Peniche i al nord-oest amb l'oceà Atlàntic.

## Població
| Població del concelho d'Óbidos (1801 – 2004) | Població del concelho d'Óbidos (1801 – 2004) | Població del concelho d'Óbidos (1801 – 2004) | Població del concelho d'Óbidos (1801 – 2004) | Població del concelho d'Óbidos (1801 – 2004) | Població del concelho d'Óbidos (1801 – 2004) | Població del concelho d'Óbidos (1801 – 2004) | Població del concelho d'Óbidos (1801 – 2004) | Població del concelho d'Óbidos (1801 – 2004) |
| -------------------------------------------- | -------------------------------------------- | -------------------------------------------- | -------------------------------------------- | -------------------------------------------- | -------------------------------------------- | -------------------------------------------- | -------------------------------------------- | -------------------------------------------- |
| 1801                                         | 1849                                         | 1900                                         | 1930                                         | 1960                                         | 1981                                         | 1991                                         | 2001                                         | 2004                                         |
| 12.428                                       | 7.970                                        | 17.659                                       | 9.877                                        | 11.316                                       | 10.538                                       | 11.188                                       | 10.875                                       | 11.187                                       |

## Freguesies
- A dos Negros
- Amoreira
- Gaeiras
- Olho Marinho
- Santa Maria (Óbidos)
- São Pedro (Óbidos)
- Sobral da Lagoa
- Usseira
- Vau

## Vila del llibre
Des de l'any 2015, Óbidos forma part de la llista de viles del llibre. Óbidos destaca de la majoria de les altres, ja que no va obrir noves llibreries; moltes botigues simplement han afegit la venda de llibres al seu negoci. Així, les galeries d'art locals venen llibres d'art i el mercat d'orgànics compta amb prestatges de llibres de cuina al darrere de les seves fruites i verdures fresques ...

## Galeria

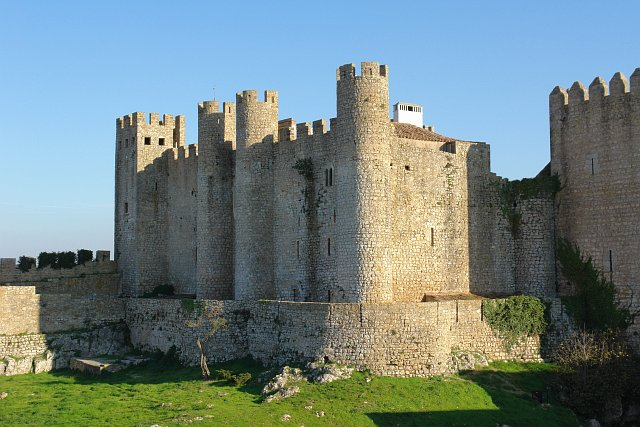
Castell d'Óbidos.
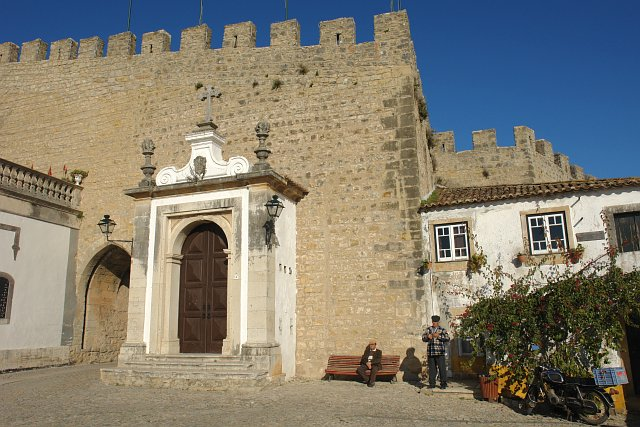
Una de les portes.
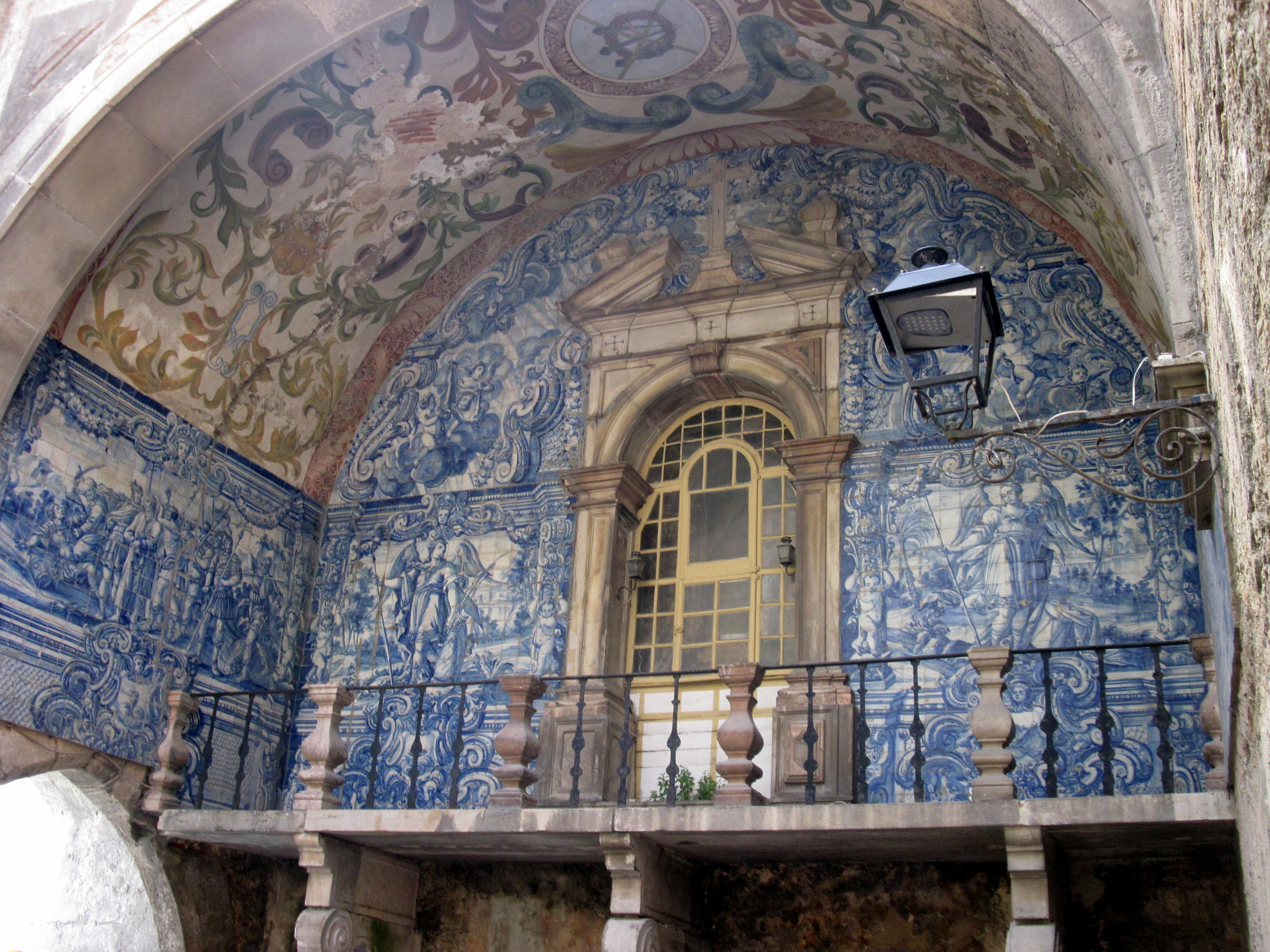
Rajoles a la porta de la ciutat.
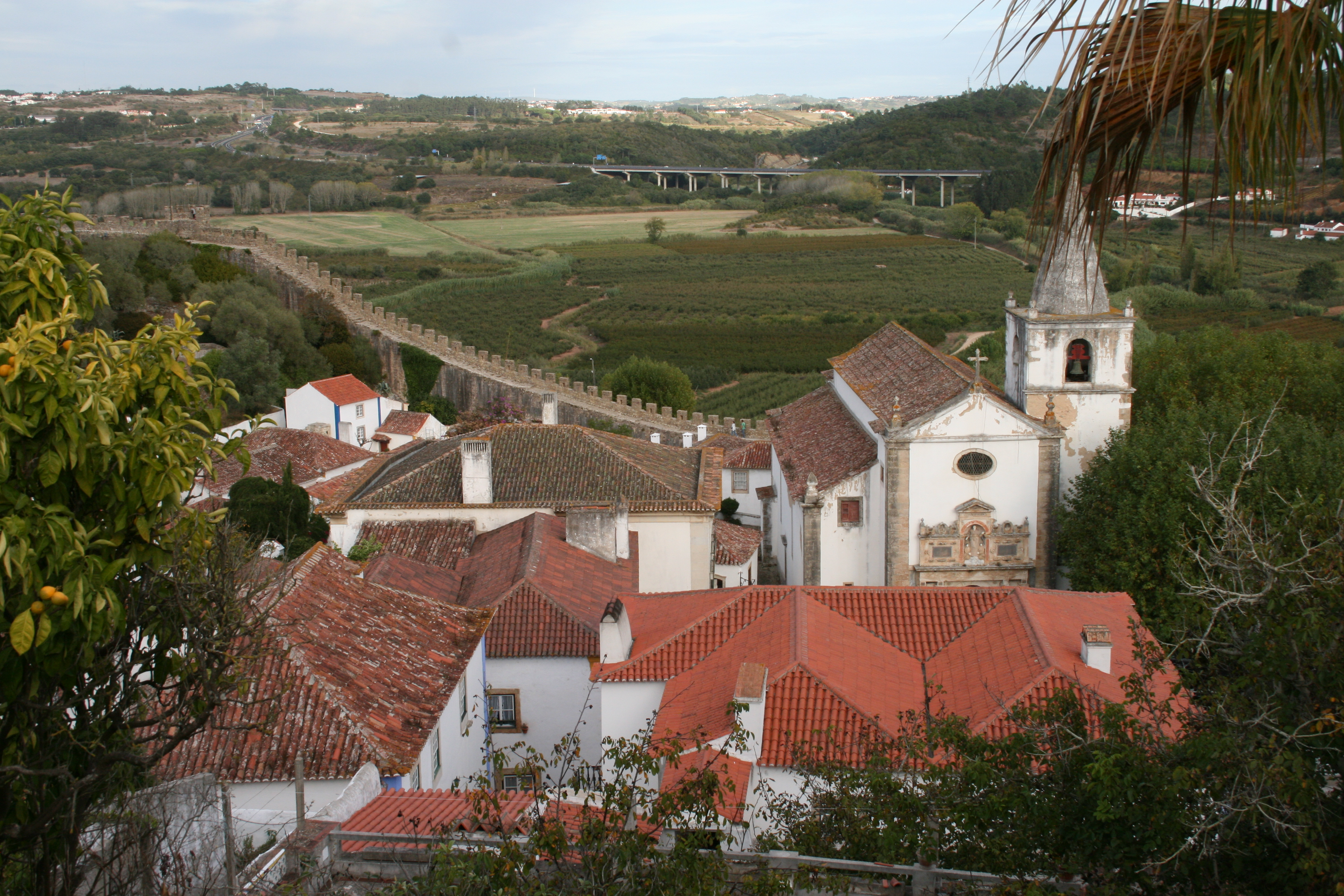
Vidsta de Santa Maria.